# Concerto pour violon de Sibelius
Pour les articles homonymes, voir Concerto pour violon (homonymie).

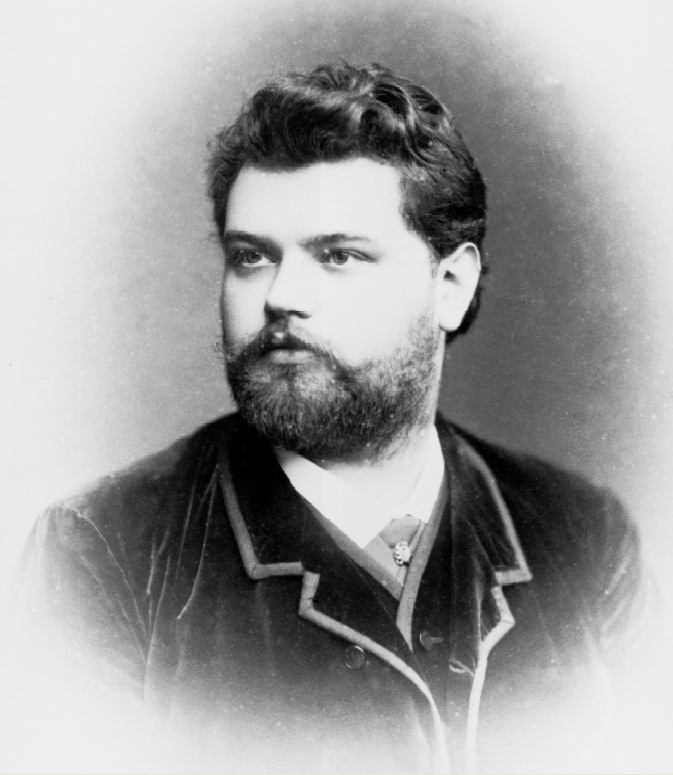
Karel Halíř, créateur de la version révisée.

Le concerto pour violon en ré mineur, op. 47, est une œuvre du compositeur finlandais Jean Sibelius, composée entre 1903 et 1904, puis révisée en 1905. 
Il s’agit du seul concerto du compositeur, de l’une de ses œuvres les plus jouées, et de l’un des grands concertos pour violon du XXe siècle. Au début du XXIe siècle, il existait plus de cinquante enregistrements. Il se distingue en particulier par ses ambiances sombres et minérales.

## Historique
Sibelius a commencé à penser à son concerto pour violon dès 1899. Le 18 septembre 1899, il écrit à Aino « J'ai trouvé de magnifiques thèmes pour le concerto pour violon ». Cependant, la famille doit bientôt revenir à Helsinki. Le travail de Sibelius a été perturbé, et l'alcool est devenu un véritable risque pour sa santé.
À l'automne de 1903, le compositeur a annoncé qu'il dédierait le concerto à Willy Burmester, le premier violon de l'orchestre de Kajanus, qu'il connaissait bien. Ce dernier a par la suite eu une carrière couronnée de succès en Europe centrale en tant que violoniste virtuose. 
Au début de 1904, Sibelius compose le concerto comme un homme possédé et joue les thèmes sur son violon jour et nuit. Aino Sibelius décrit le processus de composition à Axel Carpelan : « [Jean] est tout à fait déchaîné ces jours-ci (et moi donc !) et encore une fois, j’ai assisté à un “embarras de richesse”. Il a une telle multitude de thèmes dans la tête qu'il en est littéralement étourdi. Il reste éveillé toute la nuit et joue incroyablement bien. Il ne peut se séparer de ses délicieuses mélodies — il a tellement d'idées que c'est difficile à croire. Et tous ces thèmes sont tellement vivants, ont un tel potentiel de développement… ».
La première exécution publique du concerto a eu lieu le 8 février 1904. Victor Nováček (de) a joué le concerto à la première représentation publique, car malgré sa promesse, Sibelius n'a pas attendu que Willy Burmester ait eu le temps de travailler l'œuvre.
Sibelius a décidé qu'il devait réécrire le concerto. Il écrit à Axel Carpelan en juin 1904 : « Je vais retirer mon concerto pour violon ; il ne sera pas publié avant deux ans. Le premier mouvement doit être réécrit, même chose pour les proportions de l'andante, etc. ». 
Sibelius a terminé la deuxième version — condensée et un peu plus facile — au printemps 1905. Il a confié la création à Karel Halíř qui l'a jouée à Berlin le 19 octobre 1905, avec l'orchestre philharmonique de Berlin dirigé par Richard Strauss. Burmester s'est senti blessé par le geste de Sibelius, et n'a jamais joué le concerto.

## Orchestre
| Instrumentation du Concerto pour violon                                           |
| Cordes                                                                            |
| violon solo, premiers violons, seconds violons, altos, violoncelles, contrebasses |
| Bois                                                                              |
| 2 flûtes, 2 hautbois, 2 clarinettes en si bémol, 2 bassons                        |
| Cuivres                                                                           |
| 4 cors en fa, 2 trompettes en fa, 3 trombones                                     |
| Percussions                                                                       |
| timbales                                                                          |

## Structure
Ce concerto épouse la forme classique en trois mouvements :
1. Allegro moderato, en ré mineur, à .
2. Adagio di molto en si bémol majeur, à .
3. Allegro ma non tanto, en ré majeur, à 

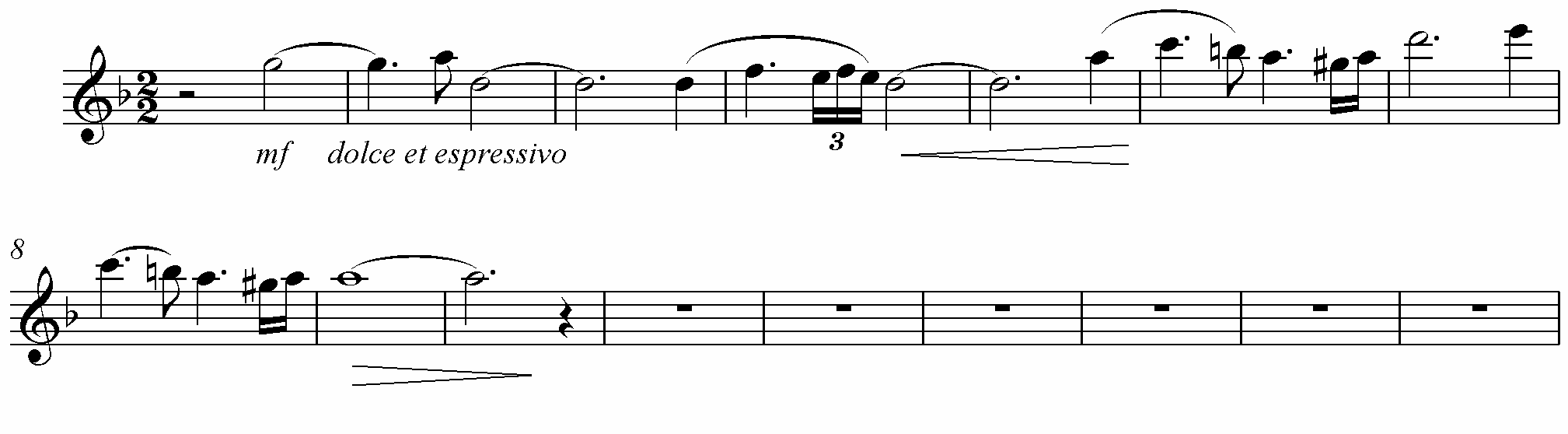
Thème du premier mouvement

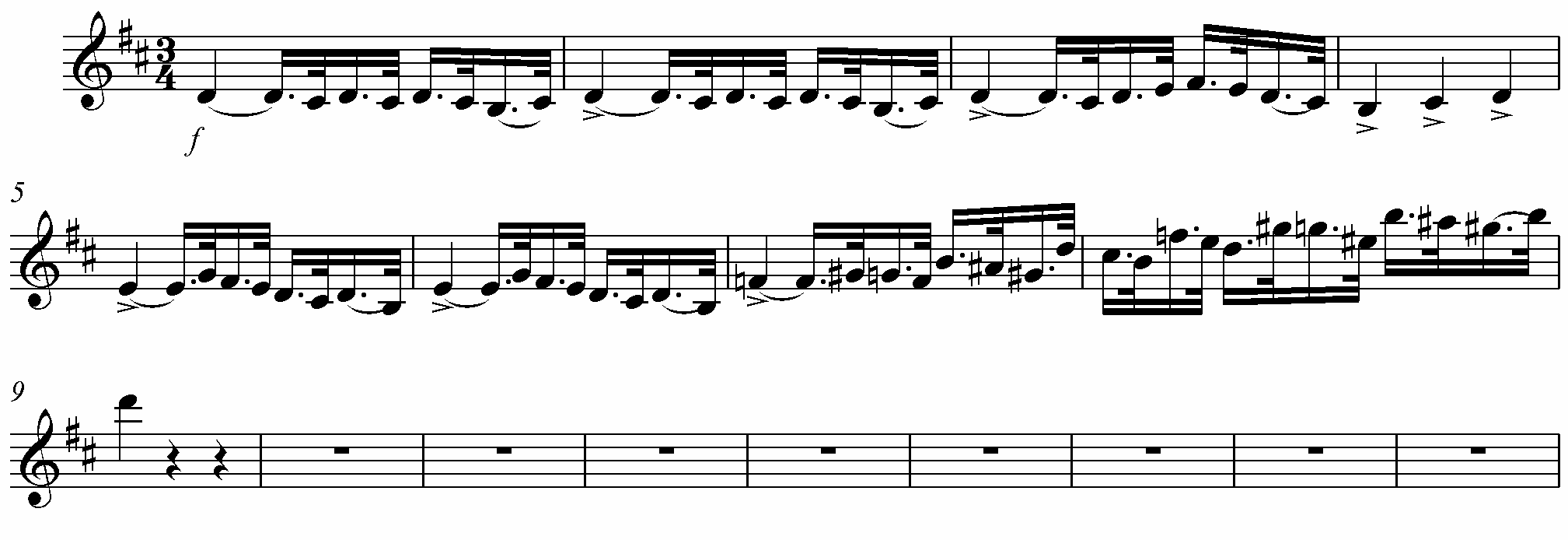
Début du premier thème du troisième mouvement

.

## Interprètes majeurs
- Leonídas Kavákos, avec l'orchestre symphonique de Lahti, dirigé par Osmo Vanskä
- Viktoria Mullova, avec l'orchestre symphonique de Boston dirigé par Seiji Ozawa (1985) ;
- Ivry Gitlis, avec l'orchestre symphonique de Vienne dirigé par Jascha Horenstein (1957) ;
- Joshua Bell,  avec l’orchestre Philharmonique de Los Angeles sous la direction de Esa Pekka Salonen (2000)
- Isaac Stern ;
- Jascha Heifetz ;  Chicago Symphony Orchestra, sous la direction de Walter Hendl
- Patricia Kopatchinskaïa, nouveau talent de l'UER (EBU) en 2004 pour sa performance dans ce concerto ;
- David Oïstrakh ;
- Gil Shaham ;
- Ginette Neveu, avec l'orchestre Philharmonia dirigé par Walter Susskind (1946)
- Christian Ferras, avec Herbert von Karajan et l'orchestre philharmonique de Berlin ;
- Hilary Hahn, avec Esa-Pekka Salonen et l'orchestre symphonique de la radio suédoise (2008)
- Hilary Hahn avec l'Orchestre philharmonique de Radio France sous la direction de Mikko Franck
- Vadim Repin avec l'Orchestre symphonique de Londres, dirigé par Emmanuel Krivine.
- Vadim Repin, avec Valery Gergiev et l'orchestre du théâtre Mariinsky.
- Maxime Venguerov, avec Daniel Barenboim et le Chicago Symphony
- Anne-Sophie Mutter, avec André Previn et la Staatskapelle de Dresde
- Ray Chen, avec l’Orchestre symphonique de Gothenburg, dirigé par Kent Nagano
- Lisa Batiashvili, avec le Finnish Radio Symphony Orchestra, dirigé par Sakari Oramo (2007)

## Utilisation au cinéma
- Gebo et l'Ombre de Manoel de Oliveira (2012) : Générique d'ouverture.